# Deklarace Slovenské národní rady o svrchovanosti Slovenské republiky
Deklarace Slovenské národní rady o svrchovanosti Slovenské republiky je usnesení Slovenské národní rady které přijala dne 17. července 1992 (Bylo vysíláno přímým přenosem ČST). Poslanci národní rady v ní vyslovili požadavek samostatnosti Slovenska. Ze 147 přítomných poslanců se jich pro dokument vyslovilo 113 – byli to zejména poslanci stran Hnutí za demokratické Slovensko, Slovenské národní strany a většina Strany demokratické levice, mezi nimi i Robert Fico, budoucí premiér (2006–2010, 2012–2018 a 2023–nyní). Proti hlasovalo 24 poslanců; deset se jich zdrželo hlasování.
Téhož dne oznámil svůj úmysl podat demisi z funkce prezidenta ČSFR Václav Havel, s prohlášením "že nebude prezidentem rozpadajícího se státu". A tři dny na to skutečně abdikoval na svou prezidentskou funkci. Deklarace byla první z mnoha kroků historických událostí které předcházely rozdělení ČSFR a vznik samostatných států – České a Slovenské republiky 1. ledna 1993.
Celé znění deklarace ve slovenštině je následující:

Na oslavu schválení deklarace byly téhož dne večer na mnoha místech Slovenska zažehnuty „Vatry svrchovanosti“. Největší z ohňů hořel u kostela sv. Jana Křtitele nad Kremnickými Banemi.
Slovenská republika 17. červenec slaví na připomínku přijetí deklarace jako památný den, na mnoha místech se pravidelně zapalují Vatry svrchovanosti.